# Partido Obrero Alemán (Austria-Hungría)
El Partido Obrero Alemán (en alemán: Deutsche Arbeiterpartei, DAP) de Austria-Hungría fue el predecesor del Deutsche Nationalsozialistische Arbeiterpartei (DNSAP) de Austria y Checoslovaquia, fundado el 14 de noviembre de 1903, en Aussig (Ústí nad Labem), en Bohemia. Su fundador fue Ferdinand Burschofsky.
El Partido Obrero Alemán trató de defender los intereses de los alemanes en tierras checas. Su programa de partido se basaba en el pangermanismo y era vehementemente antieslavo, antimarxista y anticapitalista.
En las elecciones al Consejo Imperial de 1905 y 1911, el partido obtuvo 3 escaños. Hans Knirsch fue elegido presidente parlamentario en 1912. Al final de la Primera Guerra Mundial, Walter Riehl asumiría el cargo de líder de la parte austriaca del partido, que pasaría a llamarse Deutsche Nationalsozialistische Arbeiterpartei (DNSAP). Al mismo tiempo, Hans Knirsch asumiría el liderazgo del DNSAP checoslovaco, un precursor del Partido Alemán de los Sudetes.